# Tadeáš Wala

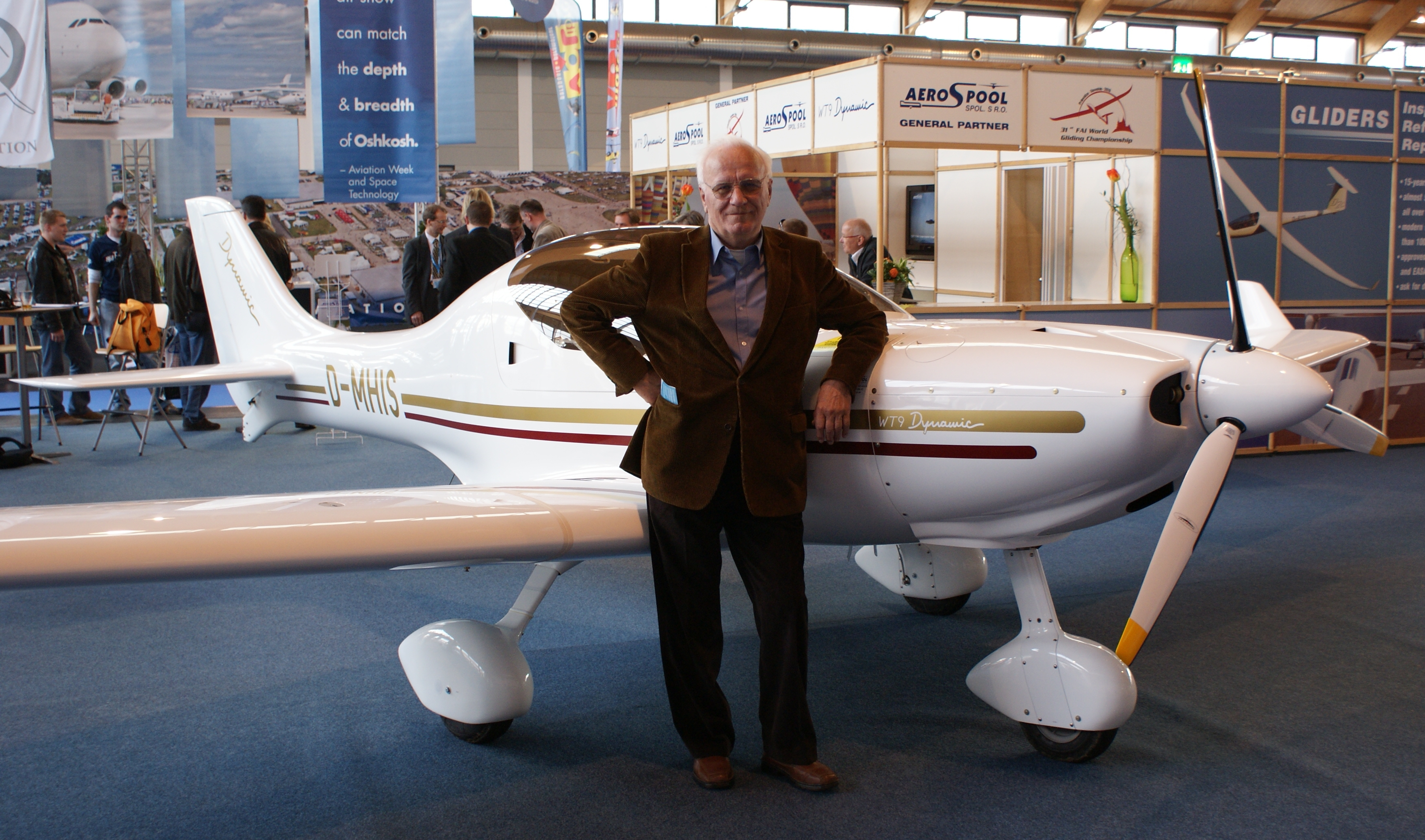
Tadeáš Wala vor einer WT-9 Dynamic

Tadeáš Wala (* 27. Januar 1932 in Prostřední Suchá, Tschechoslowakei) ist ein Pilot und Flugzeugkonstrukteur. Zu seinen Entwürfen gehört das Ultraleichtflugzeug WT-9 Dynamic.

## Leben
Am Anfang seiner Ausbildungsreihe besuchte er die Ingenieurschule für Flugzeugbau in Bielsko-Biała (Polen), danach folgte ein Studium an der Fakultät für Berg-Maschinenbau der Bergbauhochschule Ostrava, das er als Diplom-Ingenieur im Jahre 1957 erfolgreich abschloss.
Seit er 1946 mit der Segelfliegerei begonnen hatte, wuchs sein Interesse an der technischen Konstruktion von Flugzeugen. Neben seiner beruflichen Tätigkeit im Bergbau begann er in seiner Freizeit mit dem Entwurf von Flugzeugen.
Wala belegte den ersten Platz in der Standard-Klasse im 4. Tschechoslowakischen Segelfliegerwettbewerb im Jahr 1959.
Sein erster Typ, das Segelflugzeug WT-1, wurde nach seiner Anleitung in einem Betrieb in Trenčín gebaut, der auch mit der Reparatur von Flugzeugen betraut war. Mit der WT-1 flog der Konstrukteur internationale Wettbewerbe des Ostblocks in Ungarn. Die WT-3 war seine erste Erfindung in Kunststoffbauweise, ein Exemplar kann in einem Museum in Košice betrachtet werden. Die Modelle WT-4 und WT-5 blieben Entwürfe. Bei der Reihe WT-6 bis -8 handelte es sich um UL-Flugzeuge mit Doppelleitwerk und Druckpropeller.